# Mircea cel Bătrân

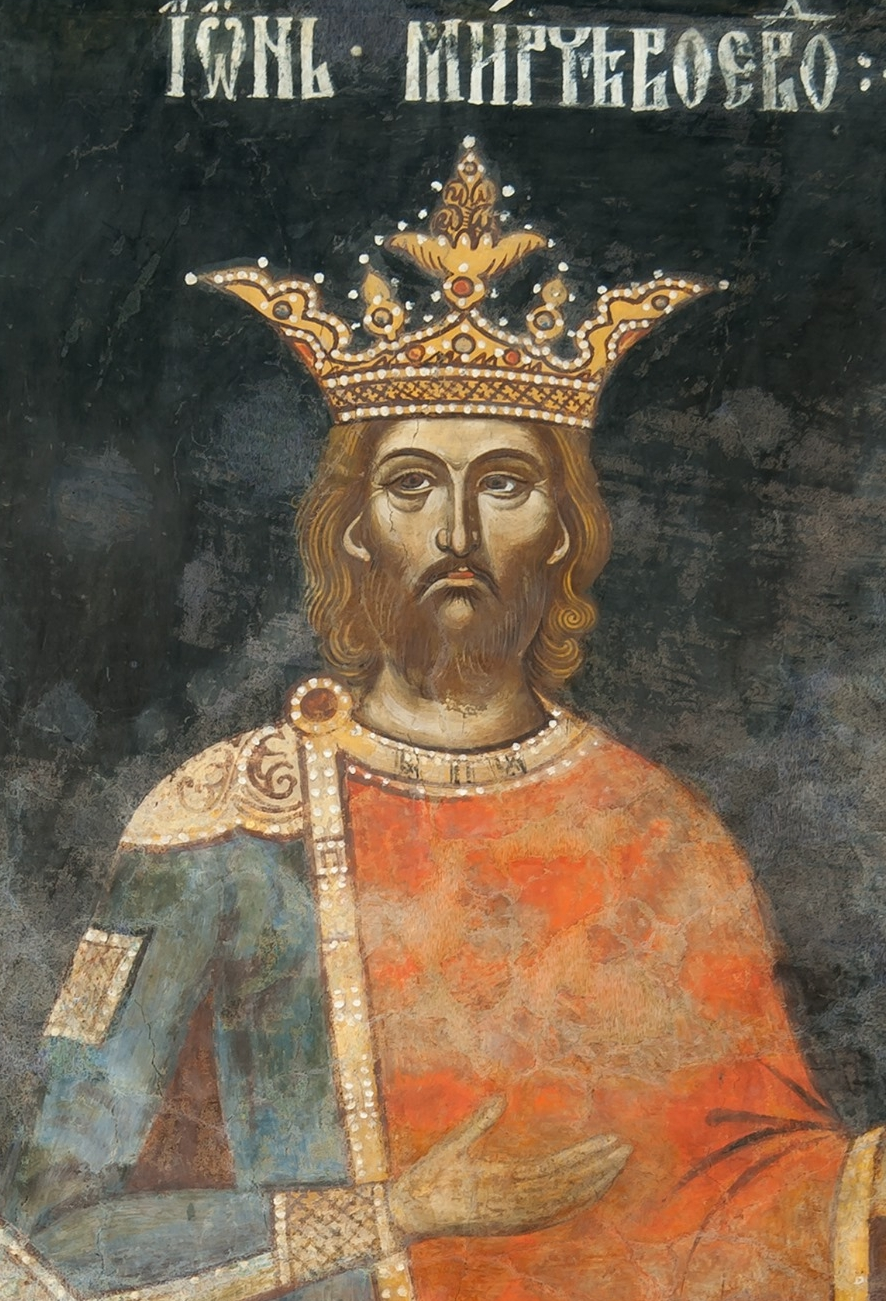
Mircea cel Bătrân (1386–1418)

Mircea I. cel Bătrân (Ausspracheⓘ; * 1355; † 31. Januar 1418) war einer der wichtigsten Woiwoden der Walachei. Sein Name bedeutet im modernen Rumänisch „Mircea der Alte“, aber die ursprüngliche Bedeutung des Namens ist „Mircea der Ältere“. Er war der Sohn des Woiwoden Radu I. und seiner Frau  Calinica, die aus einer Adelsfamilie stammte. Seine Herrschaft dauerte von 1386 bis zu seinem Tode.

## Geschichte
Die Grenzen der Walachei haben sich in der Geschichte ständig verschoben, aber während der Herrschaft Mirceas hatte sie die größte mittelalterlich Ausdehnung: vom Fluss Olt im Norden bis zur Donau im Süden, und von der Donauklamm im Westen bis zum Schwarzen Meer im Osten.
Mircea übernahm die Herrschaft des Fürstentums 1386. Er stärkte die Macht des Staates und baute die verschiedenen Ämter auf, förderte die wirtschaftliche Entwicklung, erhöhte die Einkommensquellen des Staates und ließ Silbermünzen prägen, die auch in den Nachbarstaaten kursierten. Er erteilte Händlern aus Polen und Litauen Handelsprivilegien und erneuerte die Privilegien, die seine Vorgänger den Bürgern von Brașov verliehen hatten. Mircea konnte auch seine militärische Stärke verbessern. Er befestigte die Zitadellen an der Donau und verstärkte die aus Städtern sowie freien und abhängigen Bauern bestehende Armee. Er bekundete auch der Orthodoxen Kirche seine volle Unterstützung.
Er baute ein System von beständigen Allianzen auf, mit dem er die Unabhängigkeit des Landes verteidigen konnte. Über den Mittelsmann Petru Mușat, Fürst der Moldau, schloss er 1389 einen Pakt mit Władysław II. Jagiełło, König von Polen. Der Vertrag wurde 1404 und 1410 erneuert. Er pflegte enge Beziehungen mit Sigismund von Luxemburg, dem König von Ungarn, gegründet auf ihren Kampf gegen die Expansion des Osmanischen Reiches.
Seine Interventionen zugunsten der Christen südlich der Donau, die gegen die Türken kämpften, brachten ihn in Konflikt mit dem Osmanischen Reich. 1394 überquerte Bayezid I. mit 40.000 Mann die Donau, einem für die damalige Zeit imposanten Heer. Mit seinen 10.000 Mann hätte Mircea eine offene Schlacht nicht gewinnen können. Er wählte eine Taktik, die heute als Guerilla-Krieg bekannt ist, indem er die gegnerische Armee aushungerte und kleine, begrenzte Angriffe und Rückzuge startete (eine typische Form der asymmetrischen Kriegsführung). Am 10. Oktober 1394 prallten die beiden Heere schließlich in der Schlacht von Rovine aufeinander. In dem bewaldeten und sumpfigen Gelände konnten die Osmanen ihre Armee nicht in geeigneter Weise aufstellen. Mircea gewann die Schlacht und vertrieb die Osmanen aus dem Land.
Mit Hilfe von Sigismund von Luxemburg konnte Mircea sich Vlad Uzurpatoruls entledigen, einer Marionette des osmanischen Sultans, der den Thron anstrebte. 1396 begleitete Mircea den ungarischen Monarchen auf einem Kreuzzug gegen die Osmanen. Der Kreuzzug endete mit einem osmanischen Sieg in der Schlacht von Nikopolis am 25. September. Im nächsten Jahr und nochmals 1400 hielt Mircea osmanische Feldzüge auf, die in sein Land gekommen waren.
Mit dem Sieg  Timurs über Bayezid I. in Ankara im Sommer 1402 begann ein Interregnum im Osmanischen Reich. Mircea nutzte dieses aus, um zusammen mit dem ungarischen König einen Feldzug gegen die Osmanen zu unternehmen. 1404 konnte er kurzzeitig die Herrschaft über die Dobrudscha gewinnen. Er nahm überdies an dem Kampf um den Thron des Osmanischen Reichs teil und half Musa, den Thron (für eine kurze Zeit) zu besteigen. Zu dieser Zeit stand der Fürst im Zenit seiner Macht.

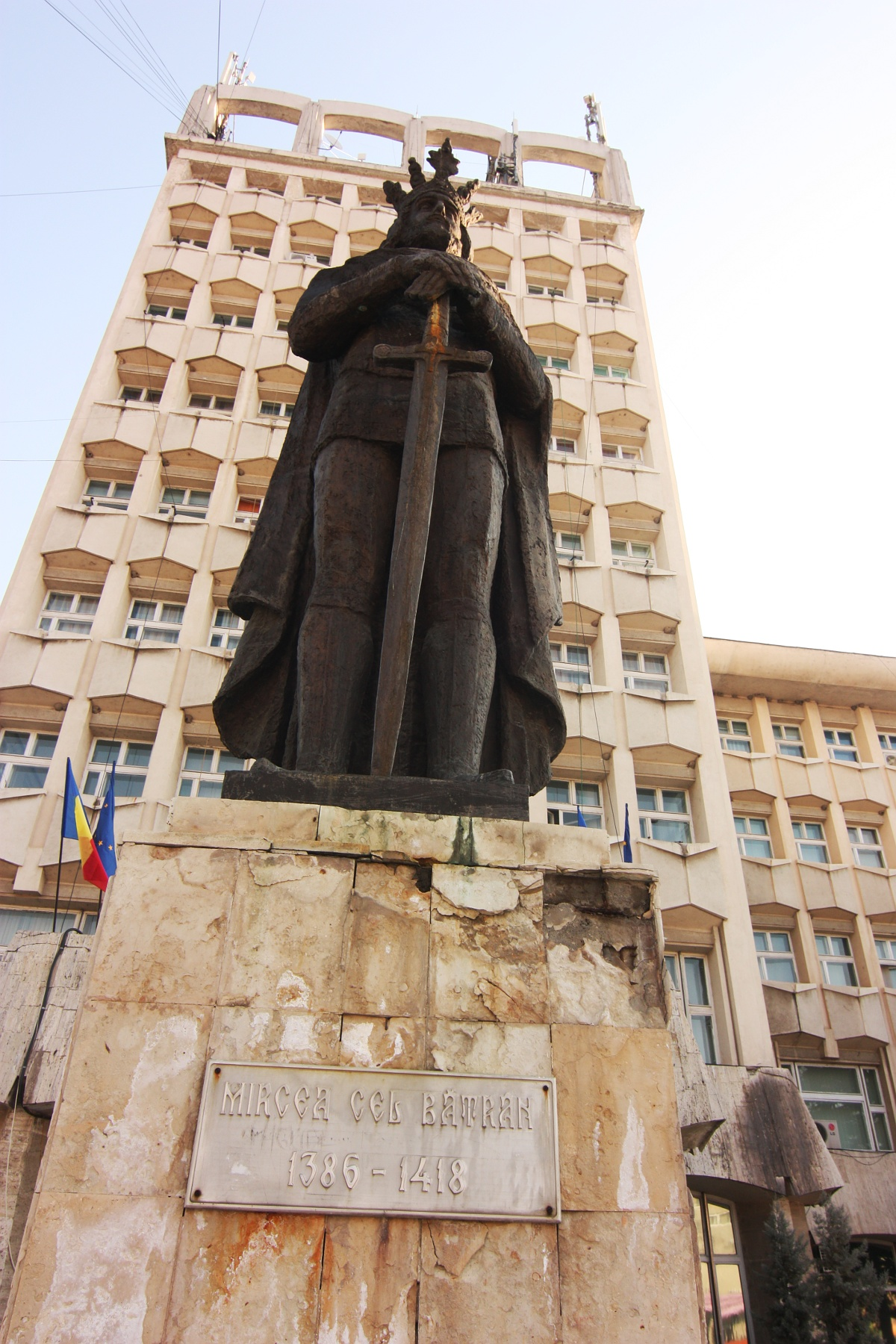
Denkmal in Târgoviște

Der „mutigste und fähigste der Fürsten des Christentums“, wie ihn der spätmittelalterliche Geschichtsschreiber Leunclavius beschrieb, herrschte 32 Jahre über die Walachei. Abgesehen von seinen militärischen Erfolgen war Mircea ein Liebhaber der Kunst und hinterließ der Nachwelt neben anderen Monumenten das Kloster Cozia, gebaut nach dem Vorbild der Kruševac-Kirche im heutigen Serbien.
Nach einer osmanischen Invasion 1416/17 musste Mircea gegen Ende seiner Herrschaft einen Vertrag mit den Osmanen abschließen, der die osmanische Oberhoheit über die Walachei und einen Tribut von 3.000 Goldmünzen pro Jahr anerkannte.

## Posthume Ehrungen
- Die Schlacht von Rovine wurde von Mihai Eminescu in seiner dritten Epistel episch beschrieben.[1]
- Nach Mircea ist das Segelschulschiff Mircea sowie dessen Vorgänger der rumänischen Marine benannt.
- Vor dem Rathaus in Tulcea steht auf dem großen Stadtplatz ein Reiterdenkmal von Mircea.[2] Auch vor dem neuen postmodernen Bahnhofsgebäude gibt es eine Statue für Mircea.
- Ein weiteres Denkmal befindet sich im Zentrum von Târgoviște.
- In Piteşti und Turnu Magurele[3] wird Mircea ebenfalls mit Denkmalen geehrt.